# Coliseo Luis Fernando Castellanos

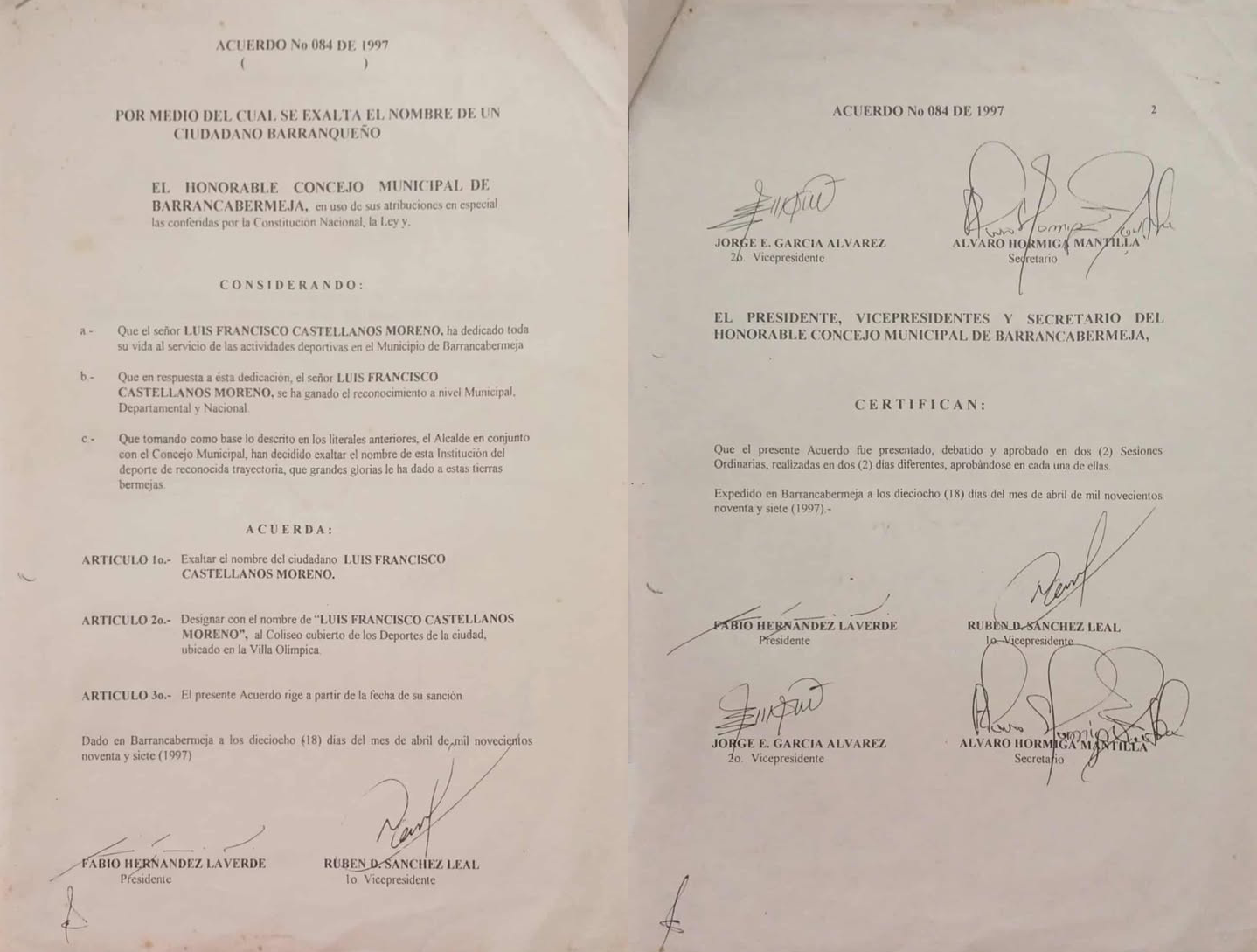
Acuerdo 084 de 1997 que da el nombre de Coliseo Luis Francisco Castellanos

El Coliseo Luis Francisco Castellanos o Coliseo Polideportivo de la Juventud Luis Francisco Castellanos es un coliseo polideportivo, ubicado en la ciudad colombiana de Barrancabermeja, propiedad de la Federación Colombiana de Fútbol de Salón (Fecolfutsalón) y del Instituto de Deporte y Recreación de Barrancabermeja (Inderba). Su nombre es un homenaje al periodista y corresponsal en Barrancabermeja del periódico Vanguardia Liberal Luis Francisco Castellanos Moreno.
El coliseo fue sede del Campeonato Mundial Femenino de Fútsal de la AMF 2013 que se festejó en Colombia. El coliseo se encuentra ubicado en el noroccidente de Barrancabermeja, en este escenario se practican varios deportes como Fútbol de salón, baloncesto, voleibol, entre otros; un icono de la actividad deportiva del departamento de Santander. 
Es la sede del equipo de futsal Barrancabermeja Ciudad Futuro de la misma ciudad, en donde el equipo juega sus partidos de local de la Copa Postobón de Microfútbol Colombiana. En el segundo semestre del 2014 actuó como local el equipo profesional de baloncesto Búcaros de Santander, que juega la Liga Direct TV del baloncesto profesional colombiano. El Coliseo tiene capacidad para alrededor de 7000 espectadores y cuenta con baños, camerinos, silletería moderna y 3 gimnasios.
El Coliseo Polideportivo de la Juventud fue designado el 18 de abril mediante el Acuerdo 084 de 1997 del Concejo Municipal con el nombre de Coliseo Luis Francisco Castellanos Moreno, en homenaje a este periodista por su dedicación al servicio de las actividades deportivas en el municipio de Barrancabermeja.